# Novovladimirovca
Novovladimirovca (ros. Нововладимировка, Nowowładimirowka) – wieś w Mołdawii (Naddniestrzu), w rejonie Grigoriopol, w gminie Bîcioc. W 2004 roku liczyła 271 mieszkańców.

## Położenie
Miejscowość znajduje się na lewym brzegu Dniestru, pod faktyczną administracją Naddniestrza, w odległości 39 km od Grigoriopola i 68 km od Kiszyniowa.

## Historia
Wieś Novovladimirovca została założona w 1928 roku. W okresie sowieckim wieś rozrastała się w związku z budową kompleksu hodowlanego tuczników. Tutaj też zorganizowano kołchoz Drujba. We wsi została otwarta szkoła podstawowa, klub z instalacją kinową, biblioteka, punkt medyczny, poczta, przedszkole oraz sklep.

## Demografia
Według danych spisu powszechnego w Naddniestrzu w 2004 roku wieś liczyła 271 mieszkańców, z czego większość, 221 osób, stanowili Rosjanie.